# Апапельские горячие источники
Апапельские горячие источники— минеральные геотермальные источники на полуострове Камчатка. Находятся на территории Быстринского района Камчатского края России.
Расположены в среднем течении реки Анавгай на северном склоне сопки Чемпура. На высоте 150 м над дном долины выбиваются сильные ключи. Горячие ручейки собираются в небольшие озерки или стекают по склону тонкими плёнками, окрашивая их отложениями красноватых оттенков. Яркость и пестрота окраски усиливают термофильные бактерии и водоросли.
Ранее над грифонами возвышалась причудливая скала, являвшейся объектом языческого культа коренного населения. Однако в 1970-х годах скала была взорвана во время проведения геолого-разведочных работ.
Апапельские источники являются памятником природы, которые находятся на территории Быстринского природного парка, внесённого в 1996 году в список Всемирного природного и культурного наследия ЮНЕСКО в номинации «Вулканы Камчатки».
Термы насчитывают девять грифонов. Температура воды от 56 до 97 °C, дебит — 10 л/с, минерализация — 1,49 г/л; содержание кремниевой кислоты — 0,2 г/л, борной кислоты — 0,103 г/л, мышьяка — 0,0023 г/л. Микрокомпоненты — сурьма, бром, некоторые металлы, в том числе и ртуть (0,004 мг/л).
Ниже по течению на правом берегу Анавгая расположена небольшая группа горячих Нижнеапапельских источников с температурой воды до 78 °C с дебитом 0,5 л/с. Несколько грифонов выходят на поверхность и разливаются в небольшие тёплые лужи. Минерализация воды источников чуть ниже основной группы.